# Олга Одановић
Олга Одановић Петровић (Цеље, 29. август 1958) српска је глумица.

## Биографија
Рођена је у Цељу, у Словенији, одакле јој је мајка. Због очевог посла, који је био рударски инжињер породица се 1961. године преселила у Алексинац. И она и брат Ненад још као деца заинтересовали су се за глуму, иако се нико у њиховој породици није бавио глумом нити уметношћу. Дипломирала је глуму 1985. године на Факултету драмских уметности у Београду, у класи професора Миленка Маричића.
У сталном ангажману позоришта „Бошко Буха” је провела 18 година, а од 2006. године је првакиња драме Народног позоришта у Београду.
Улога која јој је донела велику популарности је улога Златане, у серију Село гори, а баба се чешља (ТВ серија).
Удата је за глумца Драгана Петровића Пелета, са којим има двоје деце, Јакова и Ленку.

## Награде
- Нушићева награда за животно дело глумцу комичару (2011);
- Велика Жанка, за животно дело глумици чија је личност обележила позоришни и филмски живот Србије својом стваралачком зрелошћу и богатством глумачког израза (2017);
- Стеријина награда за улогу Бабе Полексије у представи „Царев заточник”;
- Награда „Милош Жутић” за улогу Милице Герасимовић у „Говорници”;
- Награда Раша Плаовић, коју за најбоље глумачко остварење на свим београдским позоришним сценама у сезони 2016/2017, за улоге Матрјоне у представи „Царство мрака” и Мајке Југовића у представи „Царство небеско”.(2017);
- Награда Љубинка Бобић, бијенална глумачка награда Удружења драмских уметника Србије — за улогу Мајка Јање у представи „Бела кафа”;
- Зоранов брк, за улогу Даре у представи „Госпођа министарка”;
- Зоранов брк, за улогу Феме у представи „Покондирена тиква”;
- Награда за најбољу младу глумицу на фестивалу у Јагодини, за улогу Хелене у представи „Сан летње ноћи”;
- Награда за најбољу женску улогу на фестивалу у Ријеци (Грубе — „Скуп”);
- Годишња награда „Гита Предић Нушић” за улогу Хелене у представи „Сан летње ноћи”;
- Награда на дечјем фестивалу у Котору за улогу Бабе Полексије у представи „Царев заточник”.
- Награда Ардалион за најбољу епизодну улогу за улогу мајке Јање у представи „Бела кафа” на 21. Југословенском позоришном фестивалу у Ужицу
- Награда Народног позоришта за најбоља индивидуална премијерна уметничка остварења у оквиру репертоара Народног позоришта (2017)
- Плакета поводом значајних активности у раду Народног позоришта (2017);
- Награда за глумачко остварење за улоге Матрјоне у „Царству мрака” и улогу Мајке Југовића у „Царству небеском” на трећем театарском фестивалу „Позоришно пролеће” у Шапцу (2018)
- Награда за најбољу женску епизодну улогу на 53. Филмским сусретима у Нишу, за улогу у филму Патуљци са насловних страна
- Плакета Витез српске глуме (2021)[3]
- Мија Алексић — бити глумац (2022)[4]
- Златна антена за свеукупан допринос домаћој ТВ продукцији (додељује Федис, 2022)[5]
- „Витез од Чарапаније” (2023)[6]

## Филмографија
| Год.          | Назив                                  | Улога                              |
| ------------- | -------------------------------------- | ---------------------------------- |
| 1980-е        |                                        |                                    |
| 1985.         | Сва чуда света                         |                                    |
| 1985.         | Оркестар једне младости                |                                    |
| 1988.         | Сунцокрети                             | Апотекарка                         |
| 1988.         | Заборављени                            |                                    |
| 1989.         | Бољи живот                             | Мима колегиница Драгише Попадића   |
| 1990-е        |                                        |                                    |
| 1990.         | Агенција Киком                         |                                    |
| 1990—1991.    | Бољи живот 2                           | Мима колегиница Драгише Попадића   |
| 1993.         | Електра                                |                                    |
| 1995.         | Снови од шперплоче                     | Зорица                             |
| 1997.         | Љубав, женидба и удадба                | Анка                               |
| 2000-е        |                                        |                                    |
| 2003.         | М(ј)ешовити брак                       | Професорка                         |
| 2004.         | Кад порастем бићу кенгур               | Госпођа Рада                       |
| 2004.         | Лифт                                   | Јецина мајка                       |
| 2006.         | Оптимисти                              |                                    |
| 2006.         | Гуча!                                  | Параскева                          |
| 2007.         | Клопка                                 | Директорка                         |
| 2007.         | Позориште у кући                       | Белана                             |
| 2007—2017.    | Село гори, а баба се чешља (ТВ серија) | Златана                            |
| 2009.         | Село гори... и тако                    | Златана                            |
| 2010-е        |                                        |                                    |
| 2011.         | Нова Година у Петловцу                 | Златана                            |
| 2011-2024.    | Тв Театар                              | Матрјона, Јулијана Тешман, Оливија |
| 2011.         | Мешано месо                            | Мама                               |
| 2012–2020.    | Војна академија                        | Милијарда Клисура                  |
| 2012.         | Лед                                    | Баба Савета                        |
| 2012.         | Црна Зорица                            |                                    |
| 2012.         | Кад сване дан                          | Избеглица                          |
| 2013–2014.    | Равна Гора                             | Живана Таралић                     |
| 2015.         | За краља и отаџбину                    | Живана Таралић                     |
| 2016.         | Браћа по бабине линије                 | Златана                            |
| 2016.         | Немој да звоцаш                        | Босиљка                            |
| 2018.         | Патуљци са насловних страна            | Радојла                            |
| 2018.         | Злогоње                                | бака                               |
| 2018–2019.    | Шифра Деспот                           | стрина Агбабица                    |
| 2019.         | Пет                                    | Станина пријатељица                |
| 2019.         | Војна академија 5                      | Милијарда Клисура                  |
| 2019–         | Црвени месец                           | Наталија Бауман                    |
| 2020.         | Пролеће на последњем језеру            | Клара Мишетић                      |
| 2020.         | Тајкун                                 | Лидијина и Николина мајка          |
| 2020.         | Мочвара (ТВ серија)                    | Мира Панић                         |
| 2020-е        |                                        |                                    |
| 2021.         | Камионџије д. о. о.                    | Биба                               |
| 2021.         | Каљаве гуме                            | гђа. Петровић                      |
| 2021.         | Келти                                  | баба                               |
| 2021.         | Породица (мини-серија)                 | Јованка                            |
| 2021— у току. | Радио Милева                           | Милева Мајсторовић                 |
| 2022.         | Лето када сам научила да летим         | Марија                             |
| 2022.         | Метаморфозе                            |                                    |
| 2023.         | Сахрана, бижутерија и по који капут    | тетка Винка                        |
| 2023.         | Свилен конац                           | Милена                             |
| 2024.         | Прва класа: Пун гас!                   |                                    |
| надолазећи.   | Биће нових лета                        | Бранка Шкрбић                      |

## Театрографија (избор)
- Госпођа Капулет (“Бошко Буха”)
- Хелена - „Сан летње ноћи“(“Бошко Буха”)
- Лименко – “Чаробњак из Оза” (“Бошко Буха”)
- Џона Веб - „Чикашке перверзије“ (ЈДП)
- Баба Полексија - „Царев заточник“ (“Бошко Буха”)
- Грубе - „Скуп“ (ЈДП)
- Арсиноја – “Мизантроп” (ЈДП)
- Оливија - „Богојављенска ноћ“ (“Бошко Буха”)
- Анђелија – “Шаргор” (“Бошко Буха”)
- Ангуст – “Дом Бернарде Албе” (Атеље 212)
- Милица Герасимовић – “Говорница” (ЈДП)
- Г-ђа Протићка, чланица управе обданишта бр. 9 - „Др“ (Народно позориште у Београду)
- Фема, богата удовица - „Покондирена тиква“ (Народно позориште у Београду)
- Госпођица Јулијана Тесман - “Хеда Габлер” - (Народно позориште у Београду)
- Аманда Вингфилд - “Стаклена менажерија” - (Народно позориште у Београду)
- Христина - "Огвожђена" - (Народно позориште у Београду)
- Спириница - „Народни посланик“ - (Народно позориште у Београду)
- Грофица - “Фигарова женидба и развод” - (Народно позориште у Београду)[7]